# Astros
Astros (gr. Άστρος) – miejscowość w Grecji, w administracji zdecentralizowanej Peloponez, Grecja Zachodnia i Wyspy Jońskie, w regionie Peloponez, w jednostce regionalnej Arkadia. Siedziba gminy Woria Kinuria. W 2011 roku liczyła 2285 mieszkańców. Posiada połączenia drogowe z miastami: Tripoli, Argos, Leonidio oraz Monemwazja. 
Znajdują się tu m.in. szkoły, licea, kilka kościołów, banki oraz budynek poczty głównej.
Pobliskie nadmorskie Paralio Astros jest popularnym letnim kurortem, posiadającym port, który obsługuje połączenia promowe z wyspą Spetses. Plaża leży w północno-wschodniej części miasta, natomiast wieża ciśnień oraz główny plac miasta jest usytuowany na południowych krańcach miejscowości.